# Non gioco più
«Non gioco più» (с англ. — «Я больше не играю») — песня итальянской певицы Мины, выпущенная как сингл в 1974 году на лейбле PDU. Песня заняла второе место в итальянском чарте синглов, оставаясь в пятерке лучших девять недель подряд. Она не была включена ни в один студийный альбом, но была включена в сборник Del mio meglio n. 3 (1975).
Песня была написана как телевизионная тема для шоу Milleluci, которое транслировалось в прайм-тайм по субботам с ведущими Рафаэллой Каррой и самой Миной. Музыка, аранжировка и дирижирование Джанни Феррио, а слова Роберто Леричи. Фактически, Мина начала прощаться со сценой с этой песней. Она больше не участвовала в крупных музыкальных программах на телевидении, и Milleluci стало последним шоу, где она появилась в качестве ведущей.
На губной гармошке играет бельгийский музыкант Тутс Тилеманс.
Мина также записала испанскую версию песни под названием «No juego más» (адаптированный текст Хайме Израэля). Эта версия была впервые выпущена в альбоме Mina canta en español в 1975 году в Испании. Впервые в Италии оно было опубликовано в сборнике Collection latina (2001), а позже в Yo soy Mina (2011).
Песня «La scala buia» использовалась в качестве би-сайда. Песня также была включена в сборник Del mio meglio n. 3, а её испанская версия под названием «Me siento libre» вошла в Mina canta en español.

## Список композиций
7"-сингл (Италия)
A. «Non gioco più» — 2:53
B. «La scala buia» (Риккардо Паццалья, Джанни Понкомпани, Франко Бракарди) — 3:50
7"-сингл (Франция)
A. «La scala buia» — 3:50
B. «Non gioco più» — 2:53

## Чарты
| Чарт (1974)              | Высшая позиция |
| ------------------------ | -------------- |
| Италия (Billboard)       | 2              |
| Италия (Musica e dischi) | 2              |